# 新加坡裔印度人
在印度的新加坡人或新加坡裔印度人（英語：Singaporeans in India），為由新加坡移居印度的新加坡人，包含在印度工作的新加坡籍人士和來自新加坡的國際學生。新加坡裔印度人族裔上主要是新加坡印度人和新加坡華人，主要居住在欽奈和班加羅爾。
隨著印度經濟起飛，許多新加坡人移居到那裡，主要分佈于欽奈，班加羅爾，孟買和新德里。2005年，印度政府核發了6萬張商務和旅行簽證給新加坡人。在欽奈的新加坡人主要是商人。印度目前約有500名新加坡商人。據估計，在過去三至五年間，在印度工作的新加坡人數量每年增長約20％。
2007年，來自新加坡管理大學（SMU）的91名學生到印度進行實習。在印度的實習也佔SMU所有海外實習課程的三分之一以上。

## 教育
- 孟買新加坡國際學校（英语：Singapore International School, Mumbai）